# Edmund Friedemann Dräcker
Edmund Friedemann Dräcker (* 1. April 1888 in Suleyken (Ostpreußen); † 1989 (?)) war ein fiktiver deutscher Diplomat.

## Entstehung
Hasso von Etzdorf (1900–1989), ein Legationssekretär der deutschen Botschaft in Rom, wollte sich 1936 um eine langweilige Routinesitzung drücken. Er erfand einen „Ministerialrat Dräcker vom Reichsfinanzministerium aus Berlin“. Der Name eines Bieres namens Dreher inspirierte ihn bei der Wahl des Namens Dräcker (den Namensteil „Friedemann“ wählte Etzdorf als Hommage an den befreundeten Ernst-Friedemann von Münchhausen). Etzdorf trug einem Mitarbeiter der Botschaft auf, er möge in die Sitzung kommen und ihm sagen, Ministerialrat Dräcker sei soeben eingetroffen und wünsche ihn dringend zu sprechen. Besuche von Dräcker wurden von nun an häufig gemeldet; Etzdorf und andere in den Hoax eingeweihte Mitarbeiter der Botschaft gingen dann in einen nahegelegenen Bierausschank.
Durch eine Anfrage beim Reichsarchiv „betr. Ministerialrat Dr. Dräcker“ machte der damalige Archivar im Auswärtigen Amt (AA), Johannes Ullrich, Dräcker aktenkundig.
Ullrich sammelte – nach der NS-Zeit als Archivleiter des neuen AA in Bonn – alle Meldungen und Verlautbarungen, die in den Dräcker-Hoax Eingeweihte über Dräcker in Umlauf brachten. So entstand eine dicke Dräcker-Akte.

## „Lebenslauf“
Edmund Friedemann Dräcker galt als Nachfahre hugenottischer Einwanderer, geboren am 1. April 1888 in Suleyken bei Gumbinnen (Ostpreußen). Sein Vater sei der Pfarrer Gotthilf Dräcker gewesen, die Mutter Frohlinde Komtesse von Stoltze-Ohnezaster.
Dräcker, seit 1910 im diplomatischen Dienst des Deutschen Reiches angestellt, sei 1911 bereits Vizekonsul in Bombay gewesen.
In dieser Funktion soll er 1914 bei einer Dienstreise den auch heute noch recht bekannten Juristen Friedrich Gottlob Nagelmann getroffen haben. Die beiden haben angeblich bei dieser Gelegenheit die völkerrechtlichen Aspekte der Importkontingentierung von Weihnachtsbäumen intensiv erörtert. Unverständlicherweise wurden daraus keine gesetzgeberischen Maßnahmen abgeleitet.
Ab 1941 habe er für den Gau Niederdonau spezielle Anbaumöglichkeiten sondiert und die Ergebnisse 1942 in einem Abschlussbericht publiziert, der in den Vierteljahresschriften zur Agrarphysiologie erschien. Im Unterschied zu seinem Erfinder war er auf keiner Mitgliedsliste der NSDAP oder der SA zu finden und hatte daher keine Probleme mit seiner Entnazifizierung.
Am 13. Januar 1953 sei Dräcker zum 1. April 1953 in den Ruhestand versetzt worden. 1959 sei er von einer Geheimmission nach Beirut nicht zurückgekehrt.
Am 1. April 1982, in einer Hochphase des Kalten Krieges, meldete die FAZ, Dräcker habe auf einer großen Eisscholle der Antarktis die Bundesflagge gehisst und Souveranitätsansprüche angemeldet. Die Ostberliner Zeitschrift Horizont geißelte die Aktivitäten „imperialistischer Monopole“.
Nach 1985 war er kurzzeitig als Sonderberater der Europäischen Kommission in Brüssel für die Normierung von Seemannsgarn gelistet.

## Unbelegtes / Legenden
Dräcker soll es hauptsächlich zu verdanken sein, dass die früher weit verbreitete tierquälerische Praxis des Aufbindens von Bären heute in den meisten europäischen Staaten verboten ist.
Dräcker soll Jakob Maria Mierscheid, SPD-Bundestagsabgeordneter seit 1979, in seiner außergewöhnlich vielseitigen Arbeit unterstützt haben.
Im Jahr 1974 soll Dräcker federführend an der Aushandlung des Shanghaier Kugelfischabkommens beteiligt gewesen sein.
Aktuell soll Dräcker Präsident des Bundesamtes für Magische Wesen sein. Ihm wird folgendes Zitat zugeschrieben: „Wenn es ein Bundesamt für die Verwaltung magischer Wesen gibt, dann gibt es magische Wesen in Deutschland. Denn die Idee, es gäbe eine Deutsche Behörde ohne Sinn und Zweck, ist einfach völlig absurd“.

## Film
Claus Strobel drehte 1996 einen Film (86 min) mit dem Titel Das Phantom von Bonn. Hermann Lause spielte Edmund F. Dräcker. Charles Brauer spielte Karl M. Bödinger, Jürgen Schmidt spielte den Diplomaten Ferdinand Bickers, Loni von Friedl spielte Anna Dräcker und Wanja Mues spielte Hasso von Etzdorf. In dem Film erzählen Freunde und Förderer über ihre Erlebnisse mit Dräcker und daraus ergibt sich ein interessanter Blick auf die deutsche Nachkriegsgeschichte. Die Herstellung des Filmes wurde durch das Bundesministerium des Innern finanziell unterstützt.